# トーマス・D・ホワイト
トーマス・ドレッサー・ホワイト（Thomas Dresser White、1901年 - 1965年12月22日）は、アメリカ合衆国の軍人。第4代アメリカ空軍参謀総長。

## 経歴
ホワイトはミネソタ州ウォーカーで生まれた。1920年7月2日にアメリカ陸軍士官学校を卒業し歩兵少尉に任官、まもなく中尉に昇進した。
ジョージア州フォート・ベニングの歩兵学校に入校、1921年7月に卒業しパナマ運河地帯のフォート・デイヴィスに第14歩兵連隊と共に配属された。
1924年9月に彼はテキサス州ブルックス・フィールドの基礎航空学校に入校した。1925年9月にテキサス州ケリー・フィールド上級航空学校を卒業し、ワシントンD.C.ボリング・フィールドの第99偵察航空隊に配属される。
1927年6月にホワイトは北京で中国語学習任務を与えられる。四年後彼は帰国し、ワシントンD.C.の航空隊参謀本部へ配属される。1934年2月にロシア大使館付陸軍航空副武官に任命され、一年後彼はイタリア及びギリシャの大使館付陸軍航空副武官に任命された。
ホワイトは1938年5月にアラバマ州マクスウェル・フィールドの航空団戦術学校を卒業し、カンザス州フォート・レヴェンワースの指揮参謀学校に入学する。同校での課程を完了すると航空隊参謀としてワシントンD.C.に配属された。
1940年4月にホワイトはブラジル大使館付陸軍武官になり、8月にはブラジルへのアメリカ陸軍航空隊作戦指揮官に任命された。1942年3月にアメリカへ帰国し、フロリダ州タンパの第3空軍の作戦副参謀長となり、続いて参謀長に任命された。1944年1月には航空軍本部へ再配属され、彼は航空情報参謀局の副局長に就任した。
1944年9月の西太平洋への進出で、ホワイトはニューギニア、南フィリピンおよびボルネオでの作戦に参加する第13空軍の副指揮官に任命された。翌年6月に彼はマリアナ諸島の第7空軍の指揮官に任命され、直ちに沖縄へ移動した。1946年1月に第7空軍はハワイへ移動する。その10月、彼は東京での太平洋空軍の参謀長に任命された。1年後の1947年10月、ホワイトは日本で第5空軍の指揮を執った。
1948年10月にホワイトは空軍長官官房に転任し、立法部との連絡管理官となる。彼は1950年5月に統合参謀本部の統合戦略調査委員会の空軍代表に指名された。1951年2月にアメリカ空軍参謀本部計画管理官に任命され、1951年7月に空軍作戦参謀次長に任命される。
ホワイトは1953年6月30日に大将に昇進し、1957年7月1日にアメリカ空軍参謀総長に就任、その時に参謀次長を指名した。彼は殊勲章、樫葉付勲功章および樫葉付航空勲章を受章した。
彼は1961年6月30日に退役し、1965年12月22日に死去した。